# بنك بافالو التجاري
بنك بافالو التجاري هو بنك تجاري في جنوب السودان . وهو أحد البنوك التجارية المرخصة من قبل بنك جنوب السودان، الجهة الرقابية المصرفية الوطنية.

## نظرة عامة
البنك هو مؤسسة مالية في جنوب السودان الأصلي، وتخدم الاحتياجات المصرفية للأشخاص والشركات في هذا الجزء من العالم. إنه بنك تجاري خاص صغير ولكنه متزايد يقع مقره في جوبا، العاصمة وأكبر مدينة في جنوب السودان.

## التاريخ
تأسس بنك بوفالو التجاري في عام 2008 ، في أعقاب توقف القتال بين السودان وجنوب السودان وتوقيع اتفاقية السلام الشامل في نيفاشا ، كينيا ، في عام 2005.

## ملكية
أسهم البنك مملوكة ملكية خاصة.

## شبكة الفروع
تشمل شبكة فروع البنك المواقع التالية:
1. فرع الملكية - جوبا
2. فرع سوق جوبا - فرع جوبا الرئيسي
3. فرع الوزارات - المباني الوزارية، جوبا
4. فرع واو - واو

## الإدارة
يحكم البنك مجلس إدارة من تسعة أعضاء. الرئيس هو رئيس مجلس الإدارة.

## روابط خارجية
- موقع بنك بافالو التجاري
- موقع بنك جنوب السودان
- قائمة المؤسسات المالية العاملة في جنوب السودان